# Blutpudding

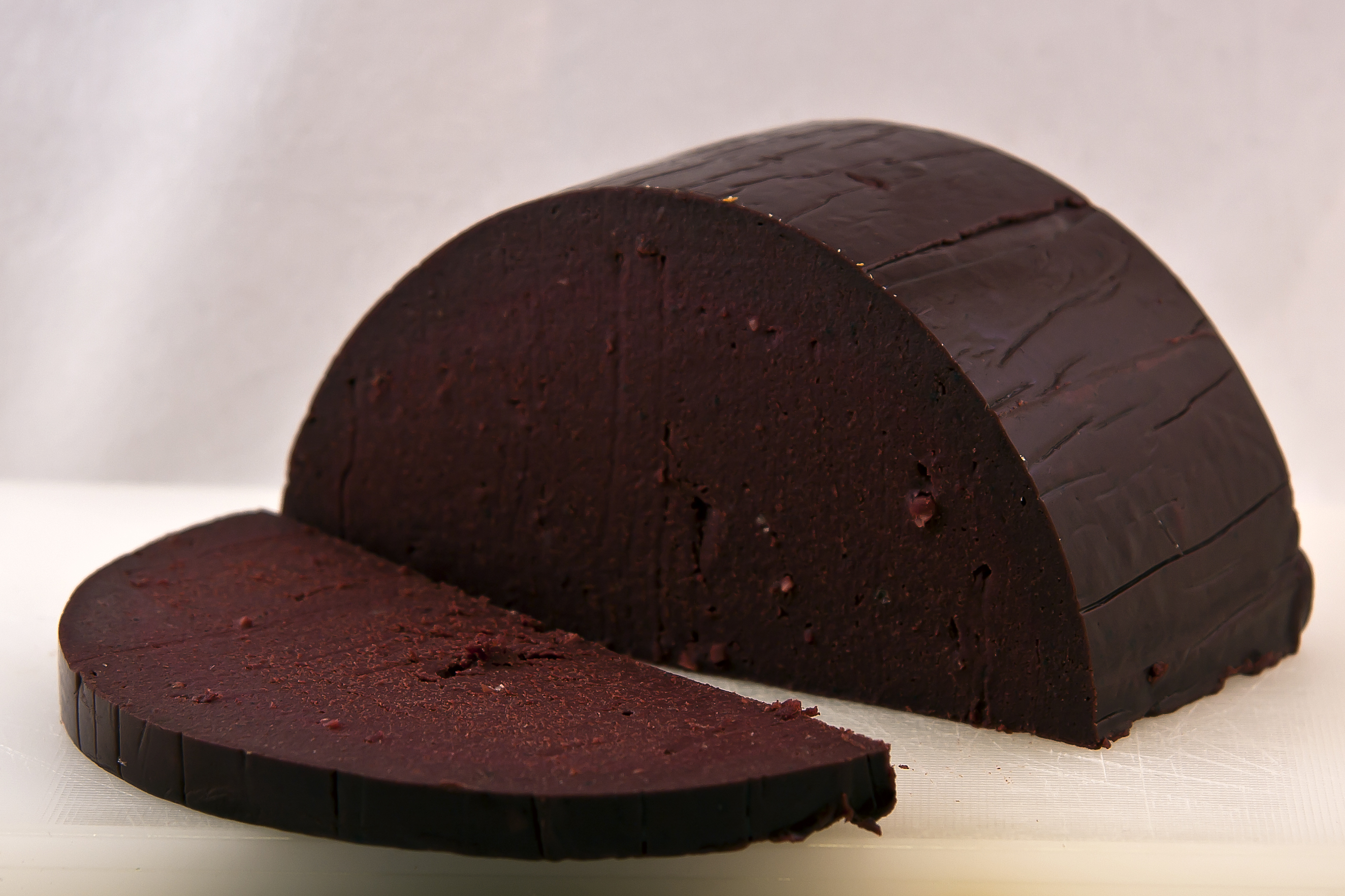
Die aufgeschnittene schwedische Variante

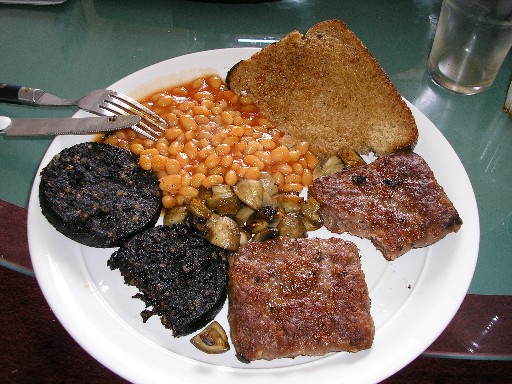
Black Pudding auf einem schottischen Frühstück

Blutpudding ist eine Fleischspeise aus gebackenem Schweineblut. Er wird als Blutwursterzeugnis mit Getreideanteil definiert.
Das Gericht entspricht dem Grundsatz der kompletten Verwendung der Schlachtprodukte. Für die Zubereitung wird frisches Blut mit Zutaten vermengt und in eine Auflauf-/Kuchenform gegeben. Danach wird die Masse im Ofen in einem Wasserbad pochiert. Nach dem Stürzen wird der Pudding mit Butter nappiert.
Für die russisch-baltische Variante vermengt man das Blut mit Butter, Mehl, Sahne, Eigelb und Eischnee. Typische Gewürze sind Salz, Muskat und Majoran.
Die schwedische Variante enthält typischerweise Roggenmehl, Sirup und Speck. Typische Gewürze sind Salz, Pfeffer, Majoran sowie Zitronenschale, Zimt, Piment oder Gewürznelke. 
Als traditionelle Schlachttagsspeise wird in den österreichischen Bundesländern eine als Bluttommerl (Steiermark), Blutnigl (Burgenland) oder Blutsterz bezeichnete Variante des Gerichts zubereitet. Was an Blut nicht zu Blutwurst verarbeitet werden konnte, musste wegen der geringen Haltbarkeit nämlich sofort verzehrt werden.
Für das Gericht wird ein Mehlteig aus Blut, Milch, Mehl, Ei, Zwiebeln und Gewürzen (Knoblauch, Muskat, Majoran, Thymian, Salz, Pfeffer) zubereitet und im Ofen ausgebacken.